# NGC 6624
NGC 6624 é um aglomerado globular na direção da constelação de Sagittarius. O objeto foi descoberto pelo astrônomo William Herschel em 1784, usando um telescópio refletor com abertura de 18,6 polegadas. Devido a sua moderada magnitude aparente (+7,6), é visível apenas com telescópios amadores ou com equipamentos superiores. 